# The BBC Sessions (Belle and Sebastian)
The BBC Sessions è un album dal vivo del gruppo musicale scozzese Belle and Sebastian, pubblicato nel 2008.

## Tracce

### Disco 1 –Radio Sessions
1. The State I Am In (Mark Radcliffe Session; 07/96) – 4:42
2. Like Dylan in the Movies (Mark Radcliffe Session; 07/96) – 4:11
3. Judy and the Dream of Horses (Mark Radcliffe Session; 07/96) – 3:43
4. The Stars of Track and Field (Mark Radcliffe Session; 07/96) – 4:37
5. I Could Be Dreaming (Mark Radcliffe session; 12/96; abbreviated version) – 3:49
6. Seymour Stein (Evening Session; 07/97) – 4:51
7. Lazy Jane (alternate version of Lazy Line Painter Jane) (Evening Session; 07/97) – 5:37
8. Sleep the Clock Around (Evening Session; 07/97) – 4:46
9. Slow Graffiti (Evening Session; 07/97) – 3:06
10. Wrong Love (later recorded as The Wrong Girl) (Evening Session; 07/97) – 3:29
11. Shoot the Sexual Athlete (John Peel session; 05/01) – 3:11
12. The Magic of a Kind Word (John Peel session; 05/01) – 2:27
13. Nothing in the Silence (John Peel session; 05/01) – 3:49
14. (My Girl's Got) Miraculous Technique (John Peel session; 05/01) – 4:28

### Disco 2 –Live in Belfast
1. Here Comes the Sun – 4:52
2. There's Too Much Love – 3:44
3. The Magic of a Kind Word – 2:24
4. Me and the Major – 5:19
5. Wandering Alone – 2:54
6. The Model – 4:02
7. I'm Waiting for the Man – 5:12
8. The Boy With the Arab Strap – 5:32
9. The Wrong Girl – 3:05
10. Dirty Dream #2 – 3:26
11. The Boys Are Back in Town – 5:43
12. Legal Man – 4:01